# Reinhild Hoffmann
Reinhild Hoffmann (Sorau, 1º novembre 1943) è una danzatrice e coreografa tedesca da annoverare fra i pionieri del Teatrodanza.

## Inizi
Da bambina, Reinhild Hoffmann si trasferisce con la famiglia nel sud della Germania e frequenta una scuola di balletto a Karlsruhe. Dal 1965 al 1970 studia Danza contemporanea all'Università delle Arti Folkwang di Essen, dove prende il diploma di insegnante di danza. In seguito lavora come danzatrice con Kurt Jooss e Johann Kresnik.
Dal 1975 al 1977 dirige il Folkwang-Tanzstudio insieme a Susanne Linke. Qui produce la sua prima coreografia, Trio, che vale alla scuola una borsa di studio di due anni. A questo periodo risalgono Duett, Solo, Fin al punto e Rouge et noir.
Nel 1977 crea la nota coreografia Solo mit Sofa, in cui lo strascico sovradimensionato dell'abito intrappola la danzatrice presso il divano. La musica è di John Cage. Due anni dopo crea Steine, Bretter e Auch, che unisce a Solo mit Sofa in un'esibizione solistica che verrà eseguita da lei stessa fino al 1984. Nel 1978, grazie a una borsa di studio del Land della Renania Settentrionale-Vestfalia, si reca per sei mesi a New York.

## Teatrodanza a Brema
Nell'autunno del 1978 viene ingaggiata insieme a Gerhard Bohner come co-direttrice del Teatrodanza di Brema. È qui che si manifestano appieno tutte le sue capacità creative. La sua prima coreografia si intitola Fünf Tage, fünf Nächte e viene rappresentata in una sala relativamente stretta e piccola, l'ex cinema Concordia. Durante gli anni del Teatrodanza di Brema, Hoffmann continuerà a cimentarsi con questo tipo di spazialità.
La coreografia successiva si intitola Hochzeit e tratta dell'intreccio di temi riguardanti corteggiamento, matrimonio, notte di nozze, vita matrimoniale, gravidanza, in tutte le sfumature dall'umorismo alla più profonda gravità. Nel 1980 seguono Unkrautgarten, incentrato sulle nevrosi familiari, Erwartung, Pierrot Lunaire su musica di Arnold Schönberg, e Könige und Königinnen che ottiene una convocazione al Berliner Theatertreffen. Nel 1981 il contratto di Gerhard Bohners a Brema non viene rinnovato, e Reinhild Hoffmann rimane unica responsabile della sezione danza.
Nel 1983 crea la coreografia di Callas, che si confronta con il mondo illusorio del teatro, a cui segue nel 1984 Dido und Äneas. Queste opere vengono considerate fra le sue meglio riuscite. Nel 1985 porta sul palcoscenico Föhn e nel 1986 Verreist, con cui si accomiata, insieme al suo ensemble, dalla scena di Brema.

## Schauspielhaus Bochum
Dopo Brema, Reinhild Hoffmann viene ingaggiata dallo Schauspielhaus di Bochum, cosa che costituisce una novità per una compagnia di danza. A Bochum la sua prima creazione è Machandl, un esperimento riguardante la narrazione di fiabe, lavoro più legato al teatro che non al Teatrodanza. Altre coreografie create per la scena di Bochum sono Von einem, der auszog ..., Horatier nach Heiner Müller, Ich schenk mein Herz e la pruduzione collettiva Hof. Hoffmann sente il proprio lavoro allo Schauspielhaus come un tentativo di avvicinare arte drammatica e danza.

## Libera professione
Dal 1995 la compagnia di Hoffmann a Bochum non riceve più finanziamenti pubblici e si scioglie. Da quel momento l'artista, trasferitasi a Berlino, lavora come libera coreografa e regista operistica. Nel 2003 mette in scena Ariadne auf Naxos di Richard Strauss, e nel 2005 Das Mädchen aus der Fremde al Nationaltheater di Mannheim insieme a Isabel Mundry. Nell'ottobre 2008 mette in scena Salome di Richard Strauss ad Aquisgrana, sotto la direzione musicale di Marcus R. Bosch.

## Riconoscimenti
Nel 1982 Reinhild Hoffmann ottiene il Premio tedesco della critica e nel 1992  l'Ordine al merito di Germania di prima classe. Nel 1997 viene designata membro della Akademie der Künste Berlin. Nel 2007 è vicepresidente della sezione Arti dello Spettacolo della stessa Accademia.